# Димитър Иванов (политолог)
Вижте пояснителната страница за други личности с името Димитър Иванов.
Димитър Иванов Иванов е български политолог и философ, професор по политология, доктор на политическите науки. Един от създателите на политическата наука в България.

## Биография
В България политологията започва да се развива интензивно и е институционализирана като отделна наука през 80-те години на ХХ век, преди промените от 1989 г. Началото се свързва със създаването през 1981 г. на Проблемна научноизследователска лаборатория за изучаване на политическия живот (ПНИЛ) от проф. Минчо Семов във Философския факултет на Софийския университет „Св. Климент Охридски“ и малко по-късно създаването на отделна нова университетска специалност (първоначално наречена „политикознание“) през 1986 г. като катедра отново в Софийския университет от проф. Семов в сътрудничество с проф. (тогава доцент) Димитър Иванов, доц. Христо Кьосев, доц. дпн Горан Горанов и проф. (тогава главен асистент) Тодор Танев, които формират и първоначалния състав на катедрата.
Димитър Иванов е декан на Философския факултет на Софийския университет (1986 – 1989), ръководител на катедрата по Теория на политиката (1989 – 1993), заместник-ректор (1995 – 1999) . Преподавател е по История на политическите идеи от 1986 г. в специалност Политология на СУ „Св. Климент Охридски“ и Великотърновския университет. Носител на почетния знак със синя лента на СУ „Св. Климент Охридски“. Председател на Българската асоциация по политически науки (1989 – 2001).
Автор на книгите Властта (първо издание 1985, второ – 1994), Американското понятие за власт (1999), От Платон до Мил. Основни политически идеи (1999) . Специализира при световноизвестния социолог Антъни Гидънс в Кеймбриджкия университет през 1979 г. Гост професор е в Университета „Дюк“, САЩ (1994 – 1995 г.).
Умира на 22 ноември 2016 г.